# Libro del Sindicato Remensa
El Libro del Sindicato Remensa es un documento manuscrito en latín, escrito entre el 1448 y 1449. Contiene las actas de las reuniones para elegir los síndicos o representantes de los payeses de remensa, o siervos, de varias diócesis catalanas. Los síndicos eran los encargados de negociar la abolición de los malos usos con la monarquía.
Es un precedente de la abolición de la servidumbre y, además, expresa la voluntad de los siervos de una gran área geográfica, por eso este libro ha sido incluido en el programa Memoria del Mundo de la UNESCO.

## Historia

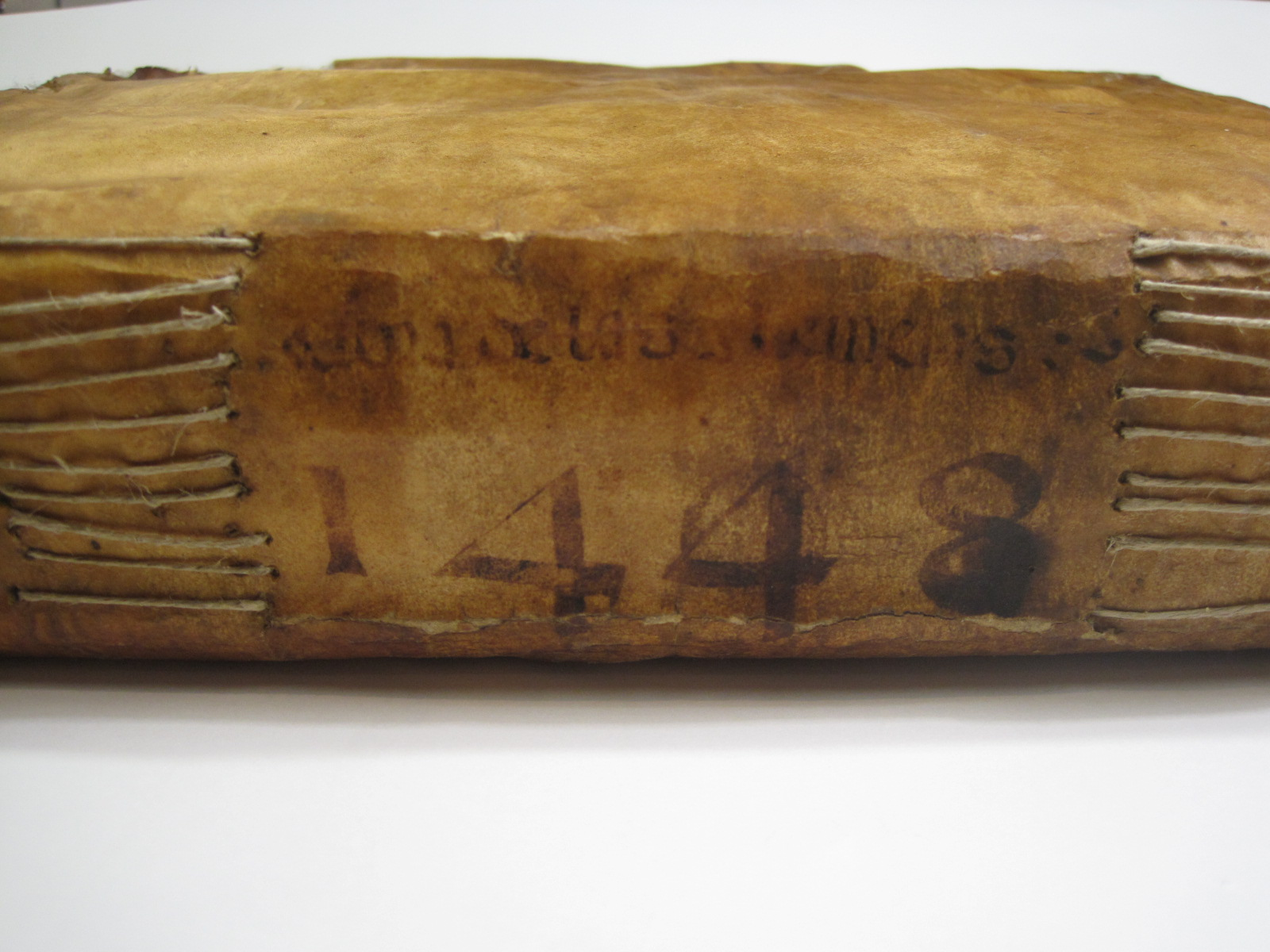
Lomo del libro original

El Libro del Sindicato Remensa de 1448 contiene las actas de las reuniones celebradas por los payeses de remensa, o siervos, de 912 parroquias de las diócesis catalanas de Gerona, Vic, Barcelona, Elna y Urgel para nombrar sus síndicos, o representantes, que tenían que negociar la abolición de la servidumbre de los malos usos ante el rey Alfonso el Magnánimo. Las reuniones de los remensas se celebraron entre el 13 de octubre de 1448 y el 10 de marzo de 1449 y congregaron a cerca de 10.500 hombres. Estas asambleas, autorizadas por el rey, debían servir también para recaudar el dinero necesario para sufragar el proceso.
Por mandamiento real las sesiones no podían reunir más de 50 personas, y tenía que asistir siempre un oficial o delegado real, y un notario que  levantara acta. El lugar de reunión solía ser la iglesia parroquial o sus alrededores, pero también la plaza de la villa, el cementerio, el castillo señorial, o casas particulares. Normalmente los hombres eran convocados por repique de tambores, de campanas, cuernos o al toque de alarma.
El año 1888, el historiador Julián de Chía lo mencionaba en su obra 'Bandos y bandoleros en Gerona' (volumen II, páginas 67 a 70). En 1954, Jaume Vicens Vives señalaba que este documento sirvió para elaborar el Sindicato Remensa de 1488, con el cual se recaudó la indemnización estipulada en la Sentencia Arbitral de Guadalupe, pero desconocía su localización. El año 1991, el historiador Paul Freedman relacionó el manuscrito estudiado por De Chía con el que buscaba Vicens Vives, y fue el primero en destacar su valor y relevancia histórica. El libro se custodia en el Archivo Municipal de Gerona, y en 2004 el Ayuntamiento de Gerona publicó la transcripción y la edición, a cargo de M. Mercè Homs.
Posteriormente, el libro ha sido digitalizado y puesto a disposición pública en la web del Archivo Municipal de Gerona, la cual también permite la búsqueda automatizada en sus índices de nombres de personas (15.812 entradas) y lugares y organismos (3.376 entradas), muy útil en investigaciones genealógicas de dicha época.

## Descripción física
El Libro del Sindicato Remensa es un manuscrito en papel, con cubiertas de pergamino, que mide 31,5 x 25 cm., y tiene 237 folios. Está redactado en latín, con escritura gótica. En el lomo consta la referencia “Libra de los remensas, 1448” y en el primer folio aparece “Sindicatus”, por lo que el título atribuido al documento es el de Libro del Sindicato Remensa de 1448.

## Inclusión en el Registro Memoria del Mundo de la UNESCO
En junio de 2013 el Comité Internacional del Programa Memoria del Mundo reunido en Gwangju acordó inscribir el Libro del Sindicato Remensa de 1448 en el Programa Memoria del Mundo (MoW) de la UNESCO. Ha sido el primer documento catalán incluido en el registro.
Su inscripción se fundamenta en el hecho de que las reclamaciones de los remensas, de las cuales es testigo el Libro del Sindicato Remensa de 1448,  forzaron a que, por primera vez en Europa, se aboliera de forma oficial la servidumbre, en el año 1486 y mediante la sentencia arbitral de Guadalupe.
El Registro es un programa promovido por la UNESCO destinado a la protección, la preservación, el acceso y la difusión del patrimonio documental. Su objetivo es promover y preservar de la amnesia colectiva los documentos capitales para entender la evolución de la humanidad.